# NGC 1552
NGC 1552 је лентикуларна галаксија у сазвежђу Еридан која се налази на NGC листи објеката дубоког неба.
Деклинација објекта је - 0° 41' 33" а ректасцензија 4h 20m 17,6s. Привидна величина (магнитуда) објекта NGC 1552 износи 13,1 а фотографска магнитуда 14,0. NGC 1552 је још познат и под ознакама UGC 3015, MCG 0-12-7, CGCG 393-5, PGC 14907.